# Список 25 лидеров плей-офф НБА по перехватам за всю историю лиги

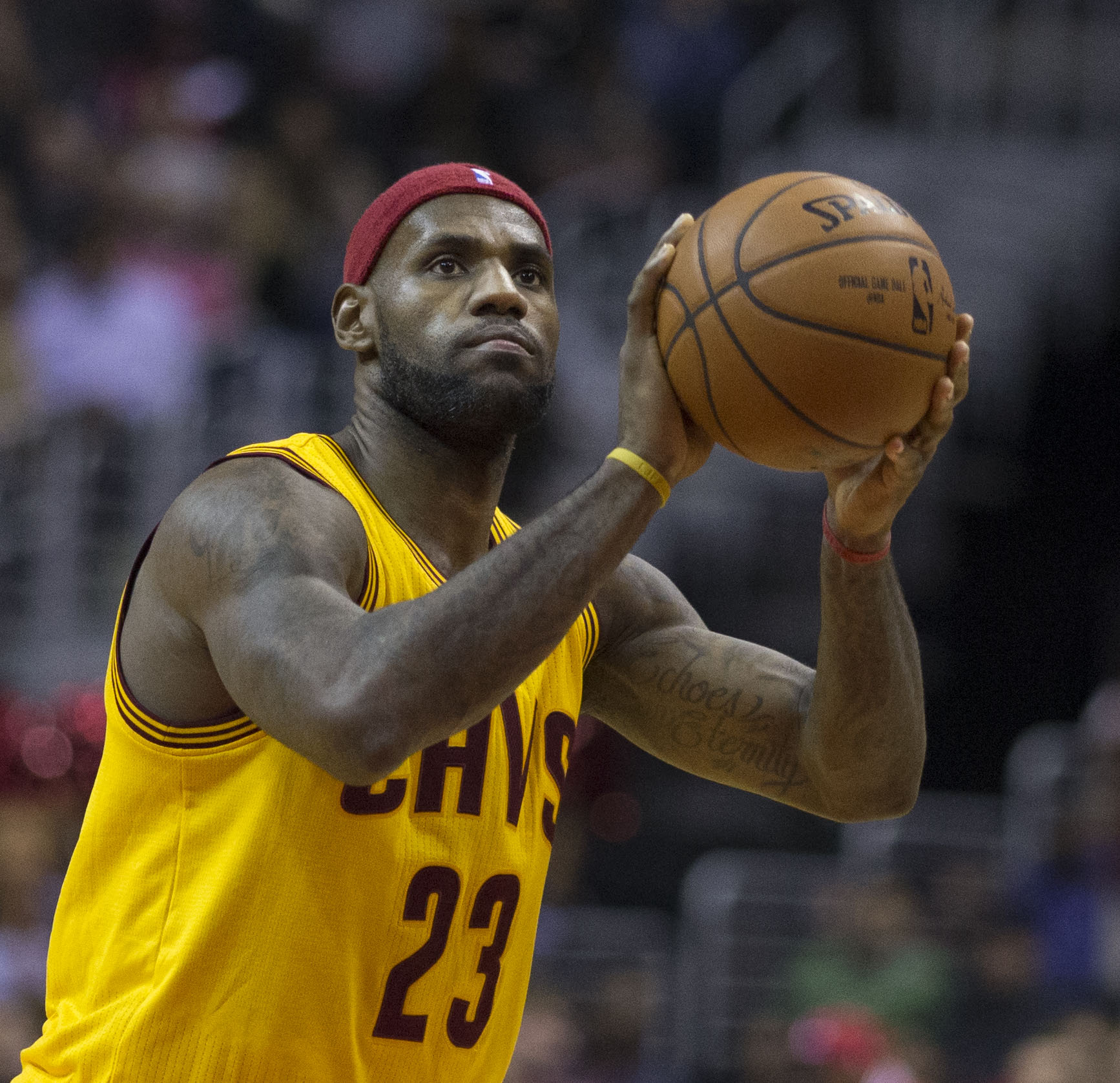
Леброн Джеймс — лидер плей-офф НБА по перехватам за всю историю лиги

Этот список содержит 25 игроков, сделавших наибольшее количество перехватов в матчах плей-офф Национальной баскетбольной ассоциации за карьеру. Полный список лидеров в данной номинации опубликован на сайте basketball-reference.com.
В баскетболе «перехват» означает действия игрока обороны по завладению мячом, которые выполняются при броске или передаче игроков атаки. При утрате контроля над мячом атакующей команде вследствие перехвата защитниками соперника в статистическом отчёте матча записывается потеря. После перехвата мяча защищающаяся команда переходит в быстрый отрыв и набирает «лёгкие» очки. В НБА лучшим игроком по перехватам считается игрок с самым большим средним показателем по ним за матч. Впервые данная номинация была введена только в сезоне 1973/74 годов, когда стала вестись статистика по ним, поэтому у баскетболистов, которые играли до 1973 года, перехваты в статистике отсутствуют.
Лишь один баскетболист на данный момент сделал более 400 перехватов, 4 игрока преодолели рубеж в 350 баллов и 7 человек имеют в своём активе более 300 перехватов.
Единственным баскетболистом, преодолевшим отметку в 400 перехватов, является Леброн Джеймс, который добился данного результата в плей-офф 2018 года, выйдя на первое место по этому статистическому показателю в седьмом матче первого раунда плей-офф против команды «Индиана Пэйсерс». Джеймс до сих пор продолжает свою профессиональную карьеру, набрав по окончании плей-офф 2025 года 493 балла.
Первым игроком, преодолевшим планку в 350 перехватов, является Мэджик Джонсон, который добился этого результата в плей-офф 1991 года, после чего закончил карьеру по окончании плей-офф 1996 года, набрав в итоге 358 баллов. В плей-офф 1998 года рубеж в 350 перехватов преодолел Майкл Джордан, завершивший свои выступления в НБА в этом же году с результатом в 376 баллов, спустя три года он возобновил свою карьеру, однако его клуб за два сезона в плей-офф не выходил. В плей-офф 1999 года это достижение повторил Скотти Пиппен, после чего отыграл ещё пять лет, совершив в итоге 395 перехватов.
Лидером же по среднему показателю за игру в настоящее время является Бэрон Дэвис, который по окончании своей карьеры имеет в своём активе результат в 2,28 перехвата в среднем за встречу. Второе место в этой номинации занимает Морис Чикс, который по итогам своих выступлений делал по 2,22 балла в среднем за игру. На третьем месте идёт член Зала славы баскетбола Рик Бэрри, показатель которого на данный момент составляет 2,21 перехвата в среднем за игру.
В данный список входят шесть действующих баскетболистов, самым результативным из них является Леброн Джеймс, лидирующий в этой номинации.

## Легенда к списку
| Поз.    | ЛФ             | ТФ              | РЗ                       | АЗ                 | Ц           | ГР             | Прим.        |
| Позиция | Лёгкий форвард | Тяжёлый форвард | Разыгры- вающий защитник | Атакующий защитник | Цент- ровой | Год рожде- ния | Приме- чания |

| ^ | Отмечены игроки, выступающие в НБА по сей день                          |
| * | Избраны в Зал славы баскетбола                                          |
|   | Недавно закончил карьеру, но пока не избран в Зал славы                 |
|   | Закончил карьеру более 10 лет назад, но так и не был избран в Зал славы |

## Список
По состоянию на 23 июня 2025 года (на момент окончания плей-офф 2025 года, следующий плей-офф стартует в апреле 2026 года)
| Место | Игрок             | Фото | Поз.   | ГР          | Клубы (годы) | Всего перехватов | Игр сыграно | Перехватов за игру | Зал славы | Прим.         |
| ----- | ----------------- | ---- | ------ | ----------- | --- | ---------------- | ----------- | ------------------ | --------- | ------------- |
| 1     | Леброн Джеймс^    |      | ЛФ/ ТФ | 1984        | Кливленд Кавальерс (2006—2010, 2015—2018) Майами Хит (2011—2014) Лос-Анджелес Лейкерс (2020—2021, 2023—2025)                                                         | 493              | 292         | 1,69               | —         | [ 6 ] [ 7 ]   |
| 2     | Скотти Пиппен*    |      | ЛФ     | 1965        | Чикаго Буллз (1988—1998) Хьюстон Рокетс (1999) Портленд Трэйл Блэйзерс (2000—2003)                                                                                   | 395              | 208         | 1,90               | 2010      | [ 9 ] [ 10 ]  |
| 3     | Майкл Джордан*    |      | АЗ     | 1963        | Чикаго Буллз (1985—1993, 1995—1998) | 376              | 179         | 2,10               | 2009      | [ 11 ] [ 12 ] |
| 4     | Мэджик Джонсон*   |      | РЗ     | 1959        | Лос-Анджелес Лейкерс (1980—1991, 1996) | 358              | 190         | 1,88               | 2002      | [ 13 ] [ 14 ] |
| 5     | Джон Стоктон*     |      | РЗ     | 1962        | Юта Джаз (1985—2003) | 338              | 182         | 1,86               | 2009      | [ 15 ] [ 16 ] |
| 6     | Коби Брайант*     |      | АЗ     | 1978 — 2020 | Лос-Анджелес Лейкерс (1997—2004, 2006—2012) | 310              | 220         | 1,41               | 2020      | [ 17 ] [ 18 ] |
| 7     | Джейсон Кидд*     |      | РЗ     | 1973        | Финикс Санз (1997—2001) Нью-Джерси Нетс (2002—2007) Даллас Маверикс (2008—2012) Нью-Йорк Никс (2013)                                                                 | 302              | 158         | 1,91               | 2018      | [ 19 ] [ 20 ] |
| 8     | Ларри Бёрд*       |      | ЛФ/ ТФ | 1956        | Бостон Селтикс (1980—1988, 1990—1992) | 296              | 164         | 1,80               | 1998      | [ 21 ] [ 22 ] |
| 9     | Морис Чикс*       |      | РЗ     | 1956        | Филадельфия-76 (1979—1987, 1989) Нью-Йорк Никс (1990—1991) Нью-Джерси Нетс (1993)                                                                                    | 295              | 133         | 2,22               | 2018      | [ 23 ] [ 24 ] |
| 10    | Ману Джинобили*   |      | АЗ     | 1977        | Сан-Антонио Спёрс (2003—2008, 2010—2018) | 292              | 218         | 1,34               | 2022      | [ 25 ] [ 26 ] |
| 11    | Крис Пол^         |      | РЗ     | 1985        | Нью-Орлеан/ Оклахома-Сити Хорнетс (2008—2009, 2011) Лос-Анджелес Клипперс (2012—2017) Хьюстон Рокетс (2018—2019) Оклахома-Сити Тандер (2020) Финикс Санз (2021—2023) | 287              | 149         | 1,93               | —         | [ 27 ] [ 28 ] |
| 12    | Джеймс Харден^    |      | АЗ     | 1989        | Оклахома-Сити Тандер (2010—2012) Хьюстон Рокетс (2013—2020) Бруклин Нетс (2021) Филадельфия-76 (2022—2023) Лос-Анджелес Клипперс (2024—2025)                         | 282              | 173         | 1,63               | —         | [ 29 ] [ 30 ] |
| 13    | Клайд Дрекслер*   |      | АЗ/ ЛФ | 1962        | Портленд Трэйл Блэйзерс (1984—1994) Хьюстон Рокетс (1995—1998) | 278              | 145         | 1,92               | 2004      | [ 31 ] [ 32 ] |
| 14    | Роберт Орри       |      | ТФ/ ЛФ | 1970        | Хьюстон Рокетс (1993—1996) Лос-Анджелес Лейкерс (1997—2003) Сан-Антонио Спёрс (2004—2008)                                                                            | 276              | 244         | 1,13               | —         | [ 33 ] [ 34 ] |
| 15    | Дуэйн Уэйд*       |      | АЗ/ РЗ | 1982        | Майами Хит (2004—2007, 2009—2014, 2016, 2018) Чикаго Буллз (2017) | 273              | 177         | 1,54               | 2023      | [ 35 ] [ 36 ] |
| 16    | Дерек Фишер       |      | РЗ/ АЗ | 1974        | Лос-Анджелес Лейкерс (1997—2004, 2008—2011) Юта Джаз (2007) Оклахома-Сити Тандер (2012—2014)                                                                         | 272              | 259         | 1,05               | —         | [ 37 ] [ 38 ] |
| 17    | Карл Мэлоун*      |      | ТФ     | 1963        | Юта Джаз (1986—2003) Лос-Анджелес Лейкерс (2004) | 258              | 193         | 1,34               | 2010      | [ 39 ] [ 40 ] |
| 18    | Дрэймонд Грин^    |      | ТФ/ ЛФ | 1990        | Голден Стэйт Уорриорз (2013—2019, 2022—2023, 2025) | 257              | 169         | 1,52               | —         | [ 41 ] [ 42 ] |
| 19    | Кавай Леонард^    |      | ЛФ     | 1991        | Сан-Антонио Спёрс (2012—2017) Торонто Рэпторс (2019) Лос-Анджелес Клипперс (2020—2021, 2023—2025)                                                                    | 256              | 146         | 1,75               | —         | [ 43 ] [ 44 ] |
| 20    | Деннис Джонсон*   |      | РЗ/ АЗ | 1954 — 2007 | Сиэтл Суперсоникс (1978—1980) Финикс Санз (1981—1983) Бостон Селтикс (1984—1990)                                                                                     | 247              | 180         | 1,37               | 2010      | [ 45 ] [ 46 ] |
| 21    | Хаким Оладжьювон* |      | Ц      | 1963        | Хьюстон Рокетс (1985—1991, 1993—1999) Торонто Рэпторс (2002) | 245              | 145         | 1,69               | 2008      | [ 47 ] [ 48 ] |
| 22    | Джулиус Ирвинг*   |      | ЛФ     | 1950        | Филадельфия-76 (1977—1987) | 235              | 141         | 1,67               | 1993      | [ 49 ] [ 50 ] |
| 23    | Айзея Томас*      |      | РЗ     | 1961        | Детройт Пистонс (1984—1992) | 234              | 111         | 2,11               | 2000      | [ 51 ] [ 52 ] |
| 24    | Стефен Карри^     |      | РЗ     | 1988        | Голден Стэйт Уорриорз (2013—2019, 2022—2023, 2025) | 231              | 155         | 1,49               | —         | [ 53 ] [ 54 ] |
| 25    | Рэджон Рондо      |      | РЗ     | 1986        | Бостон Селтикс (2008—2012) Даллас Маверикс (2015) Чикаго Буллз (2017) Нью-Орлеан Пеликанс (2018) Лос-Анджелес Лейкерс (2020) Лос-Анджелес Клипперс (2021)            | 228              | 134         | 1,70               | —         | [ 55 ] [ 56 ] |

## Комментарии
1. ↑  Балл обозначает тот же перехват, употреблён из-за слишком частой повторяемости последнего.
2. ↑  Игроки НБА включаются в Зал славы баскетбола не ранее, чем через 5 полных лет после окончания карьеры[5].
3. ↑  Это список НБА и в него не входят сезоны, проведённые игроками в других лигах, таких как АБА и прочих.
4. ↑  Количество сделанных перехватов в среднем за игру, округляется до сотых.